# Ouissam El Baraka
Ouissam El Baraka (arab. وسام البركة, ur. 25 stycznia 1985 w Casablance) – marokański piłkarz, grający jako środkowy napastnik w Lazaret Oujda.

## Klub

### Początki
Zaczynał karierę w Rachad Bernoussi, gdzie grał jako junior i senior do 2007 roku. Następnie przeniósł się do Kawkab Marrakesz.

### Olympique Khouribga
1 stycznia 2010 roku trafił do Olympique Khouribga.
W sezonie 2011/2012 (pierwszym w bazie Transfermarkt) zagrał 12 meczów, strzelił 3 gole i miał asystę.

### Moghreb Tétouan
1 lipca 2012 roku przeniósł się do Moghrebu Tétouan. W tym klubie zadebiutował 16 września 2012 roku w meczu przeciwko Chabab Rif Al Hoceima (1:1). W debiucie strzelił gola – do bramki trafił w 71. minucie. Łącznie zagrał 20 meczów i strzelił 5 goli.

### Renaissance Berkane
19 września 2013 roku został zawodnikiem Renaissance Berkane. W tym zespole debiut zaliczył 22 września 2013 roku w meczu przeciwko Olympique Khouribga (1:1). Zagrał 60 minut, został zmieniony przez Othmane'a Bennayego. Pierwszego gola strzelił 28 grudnia 2013 roku w meczu przeciwko Maghreb Fez (wygrana 1:4). Do siatki trafił w drugiej minucie doliczonego czasu pierwszej połowy. Łącznie zagrał 13 meczów i strzelił pierwszego gola.

### Maghreb Fez
1 stycznia 2015 roku został graczem Maghrebu Fez. W tym klubie debiut zaliczył 3 stycznia 2015 roku w meczu przeciwko KAC Kénitra (wygrana 0:1). Zagrał 71 minut, został zmieniony przez Anouara El Aziziego. Pierwszą asystę zaliczył 1 lutego 2015 roku w meczu przeciwko Wydad Casablanca (1:1). Asystował przy bramce Achrafa Bencharkiego w 45. minucie. Pierwszego gola strzelił tydzień później w meczu przeciwko FUS Rabat (3:0). Do siatki trafił w 51. minucie. Łącznie zagrał 38 meczów, strzelił 4 gole i miał 3 asysty.

### Powrót do Kawkabu
26 września 2016 roku powrócił do Kawkabu Marrakesz. W tym zespole ponownie zadebiutował 14 października 2016 roku w meczu przeciwko Difaâ El Jadida (0:0). Na boisku pojawił się w 71. minucie, zastępując Yassine'a Dahbiego. Łącznie zagrał 23 mecze, strzelił 3 bramki i raz asystował.

### Raja Beni Mellal
11 sierpnia 2018 roku trafił do Raja Beni Mellal.

### Youssoufia Berechid
1 lipca 2019 roku został zawodnikiem Youssoufia Berrechid. W tym klubie zadebiutował 27 października 2019 roku w meczu przeciwko Wydad Casablanca (porażka 3:1). Na boisko wszedł w 80. minucie, zastępując Youssefa Chainę. Łącznie wystąpił w dwóch spotkaniach.

### Od 2020 roku
17 stycznia 2020 roku trafił do KAC Kénitra. 28 lipca 2022 roku został graczem AS Salé. 12 stycznia 2023 roku został zawodnikiem Lazaret Oujda.